# محمد خير البوريني
محمد خير البوريني (9 نوفمبر 1960 - 4 أكتوبر 2019) إعلامي ومقدّم برامج أردني تنقل بين العديد من وسائل الإعلام العربية، من بينها التلفزيون الأردني الرسمي وقنوات أم بي سي، وقناة الجزيرة، قبل أن يُكمل مشواره في قناة المملكة الأردنية. نفّذ العديد من التغطيات وقدم عددا من البرامج لصالح قناة الجزيرة التي قضى فيها أبرز سنوات مسيرته الإعلامية، وقد أعدّ وقدّم لها برنامج مراسلو الجزيرة لفترة تزيد على 12 عاما. كان يعمل في قناة الجزيرة الفضائية كمعد ومنتج ومقدم لبرنامج مراسلو الجزيرة.
التحق بالجزيرة عام 1997 وسبق له أن عمل كرئيس تحرير ومذيع أخبار ومقدم برامج في التلفزيون الأردني، وعمل كذلك منتجًا ومراسلاً لقناة إم بي سي في الفترة 1994 - 1997.
يحمل دبلوم في الإعلام - وسائل الاتصال الجماهيري من جامعة ويلز بريطانيا ويحمل شهادة ماجستير في الإعلام تخصص تلفزيون من جامعة كراتشي في الباكستان. وتوفي في 4 أكتوبر 2019.